# Oden (Arkansas)
Oden es un pueblo ubicado en el condado de Montgomery en el estado estadounidense de Arkansas. En el Censo de 2010 tenía una población de 232 habitantes y una densidad poblacional de 102,26 personas por km².

## Geografía
Oden se encuentra ubicado en las coordenadas 34°37′23″N 93°47′1″O / 34.62306, -93.78361. Según la Oficina del Censo de los Estados Unidos, Oden tiene una superficie total de 2.27 km², de la cual 2.21 km² corresponden a tierra firme y (2.63%) 0.06 km² es agua.

## Demografía
Según el censo de 2010, había 232 personas residiendo en Oden. La densidad de población era de 102,26 hab./km². De los 232 habitantes, Oden estaba compuesto por el 96.12% blancos, el 0% eran afroamericanos, el 1.29% eran amerindios, el 0% eran asiáticos, el 0% eran isleños del Pacífico, el 0.43% eran de otras razas y el 2.16% pertenecían a dos o más razas. Del total de la población el 0.43% eran hispanos o latinos de cualquier raza.